# Hang-Ups
Hangs-Ups je v pořadí druhým studiovým albem americké pop punkové hudební skupiny Goldfinger. Vydáno bylo 9. září roku 1997. Skladby na tomto albu jsou více ska, než byly ty na albu předchozím. Singl „This Lonely Place“ nebyl tak úspěšný jako singl „Here in Your Bedroom“ z prvního alba. Přesto zajistil skupině účast v mnoha talkshow.
Stejně jako na albu Goldfinger, i na tomto albu se podíleli členové jiných ska skupin. Za zmínku určitě stojí Dan Regan a Scott Klopfenstein ze skupiny Reel Big Fish, kteří hrají na trombon a trubku. Ve skladbě „Carlita“ se objevuje Angelo Moore na saxofon.
Skladba nesoucí název „Superman“ byla použita v několika scénách ve filmu Kingpin. Dva roky po vydání alba se tato skladba dostala do videohry „Tony Hawk's Pro Skater“.

## Seznam skladeb
Pokud není uvedeno jinak, je autorem skladby vždy John Feldmann.
| Pořadí         | Název                                               | Délka |
| -------------- | --------------------------------------------------- | ----- |
| 1.             | Superman                                            | 3:05  |
| 2.             | My Head (Feldmann, Charlie Paulson, Simon Williams) | 3:03  |
| 3.             | If Only                                             | 2:25  |
| 4.             | This Lonely Place                                   | 3:19  |
| 5.             | 20¢ Goodbye                                         | 1:58  |
| 6.             | Question                                            | 2:57  |
| 7.             | Disorder (Feldmann, Paulson)                        | 3:13  |
| 8.             | Carlita (Feldmann, Paulson)                         | 3:16  |
| 9.             | Too Late                                            | 2:20  |
| 10.            | I Need to Know                                      | 2:53  |
| 11.            | Authority                                           | 2:41  |
| 12.            | S.M.P                                               | 1:01  |
| 13.            | The Last Time                                       | 2:46  |
| 14.            | Chris Cayton                                        | 3:14  |
| Celková délka: | Celková délka:                                      | 38:14 |

## Osoby

### Goldfinger
- John Feldmann - kytara, zpěv
- Charlie Paulson - kytara, zpěv
- Darrin Pfeiffer - bicí, zpěv
- Simon Williams - úúbasová kytara)), zpěv

### Ostatní
- Paul Hampton - klávesy
- Chris Johnson - klávesy ve skladbě „It Isn't Just Me“
- Angelo Moore - saxofon, Doprovodné vokály
- Chris Thompson - Doprovodné vokály